# Temple du feu d'Ispahan
Le temple du feu d'Ispahan (en persan : آتشگاه اصفهان Âtašgâh-e Esfahan, romanisé en Atashgah-e Esfahan) est un complexe archéologique de l'époque sassanide situé sur une colline du même nom, à environ huit kilomètres à l'ouest du centre-ville d'Ispahan, en Iran.
La colline qui s'élève au-dessus de 210 mètres environ de la plaine environnante, a été précédemment appelée Maras ou Marabin, du nom d'un village situé à proximité. C'est par ce dernier nom que le site est nommé des historiens arabes.

## Galerie photos

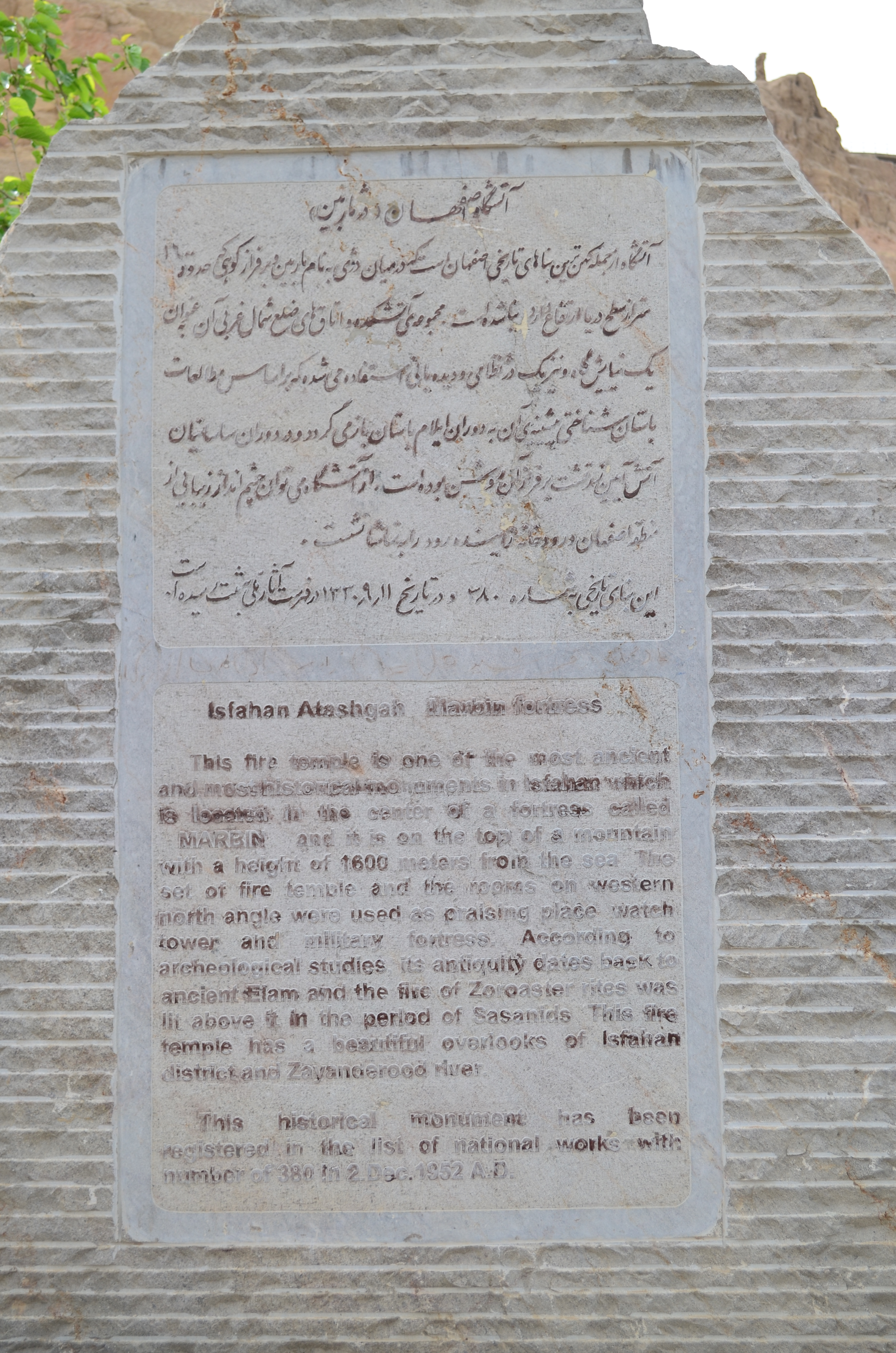
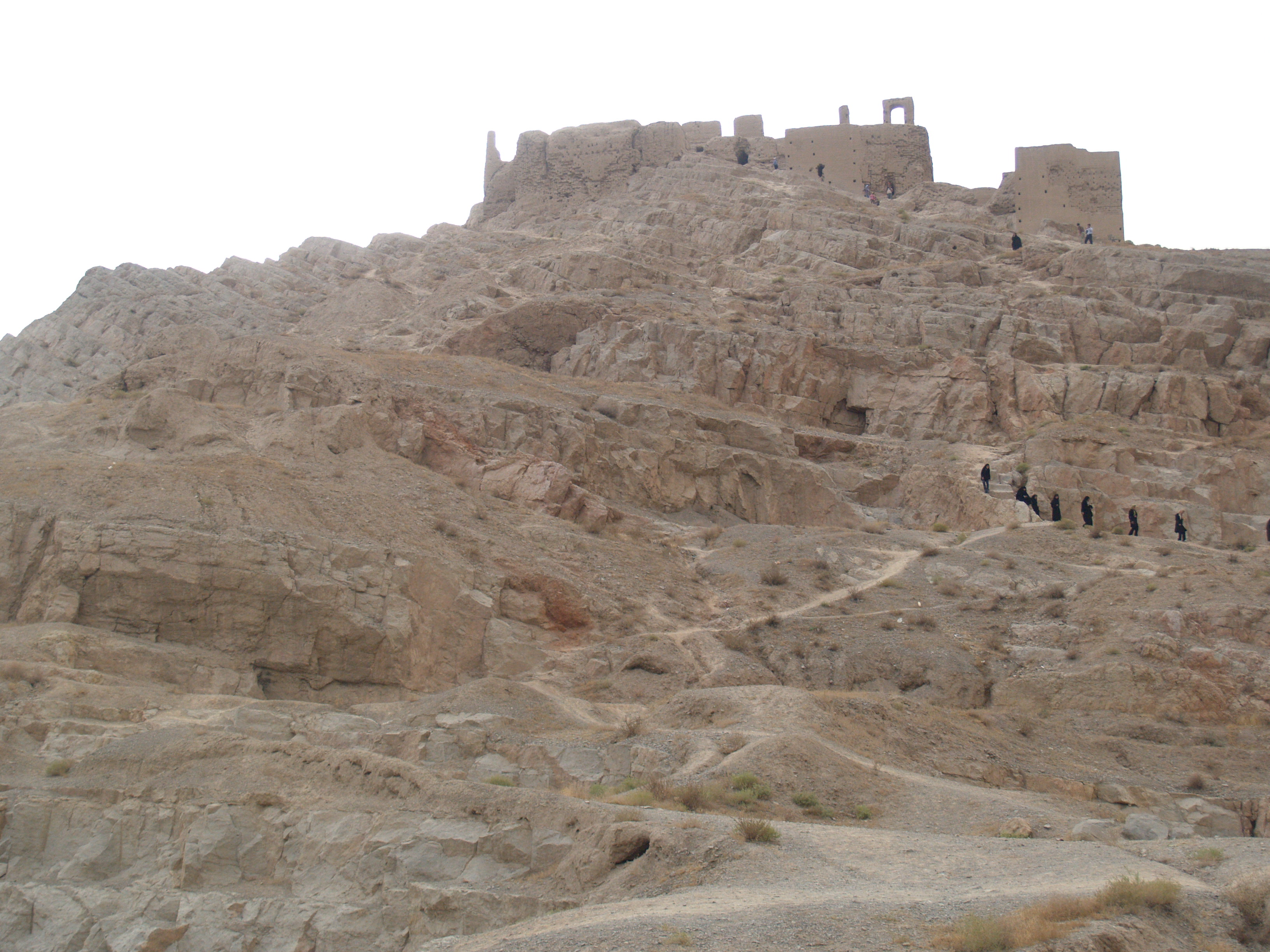
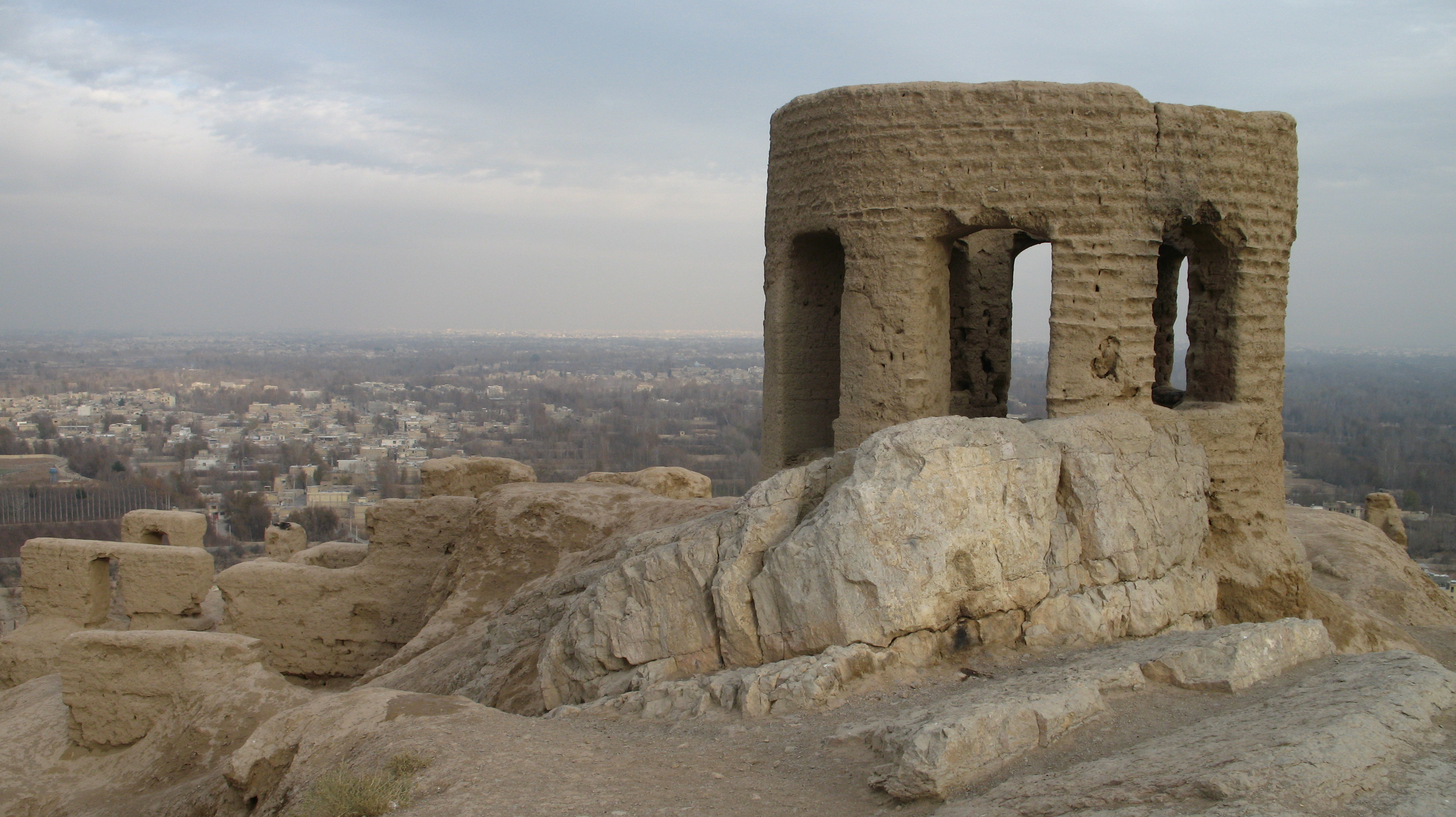
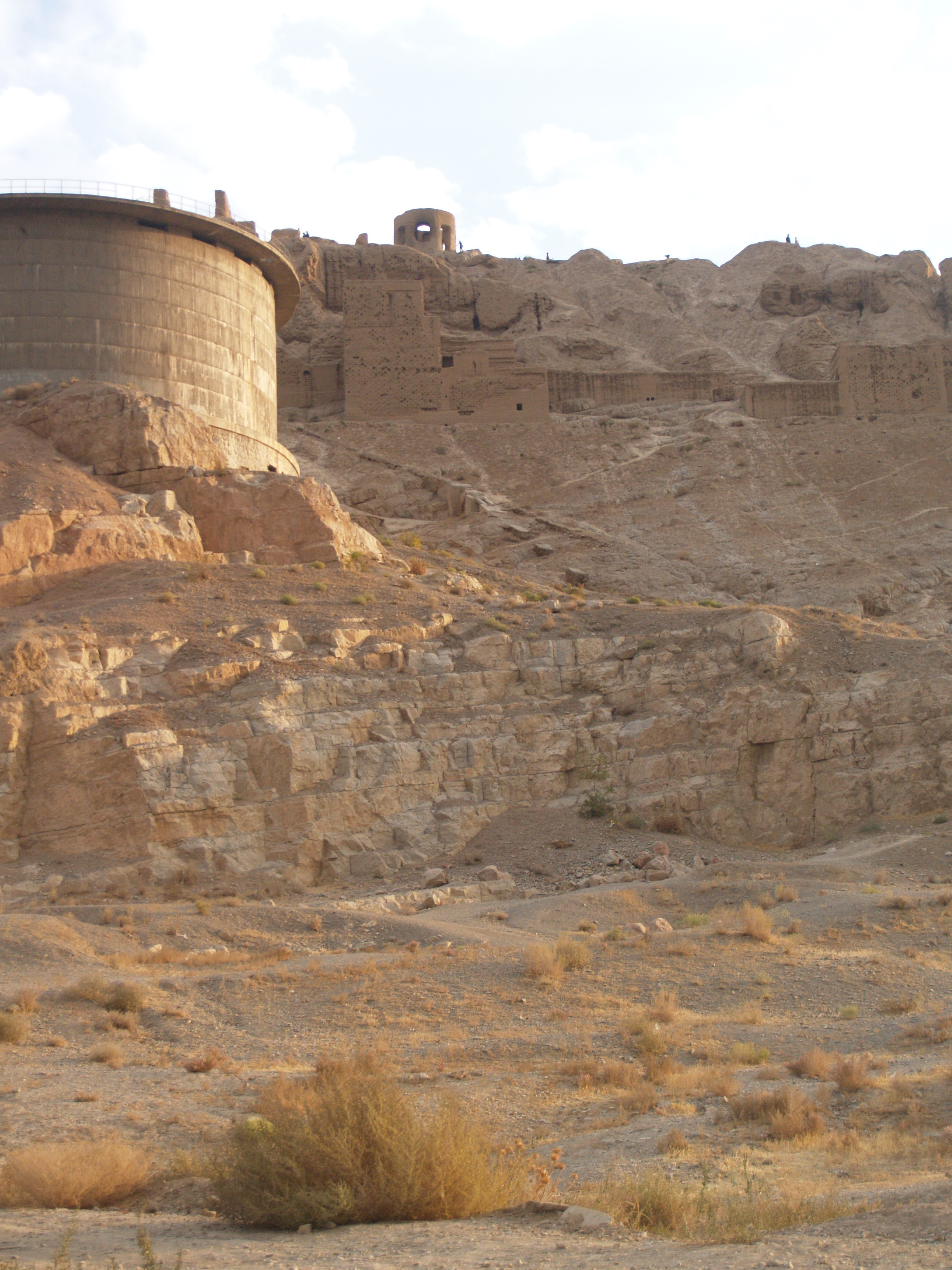
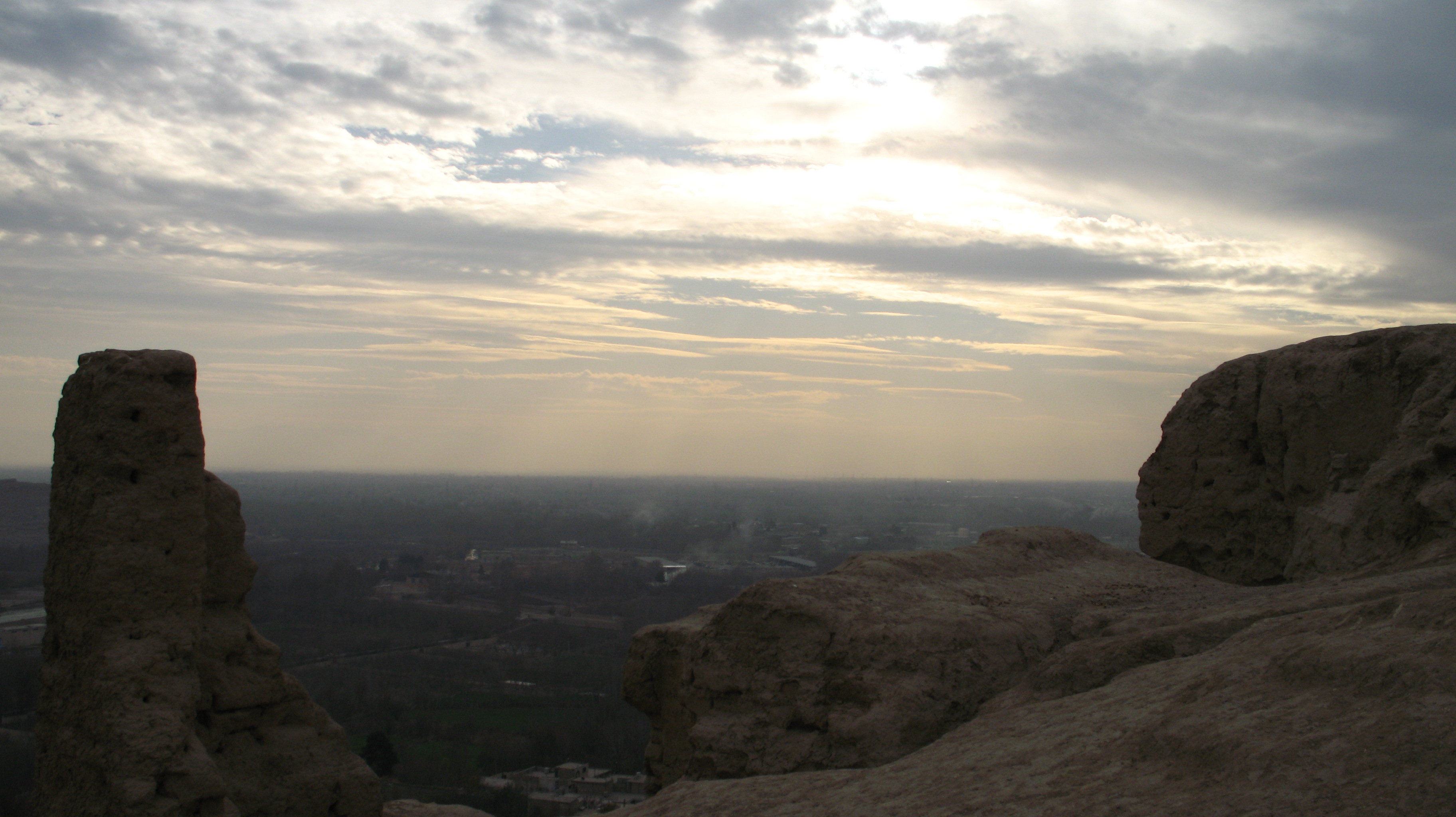
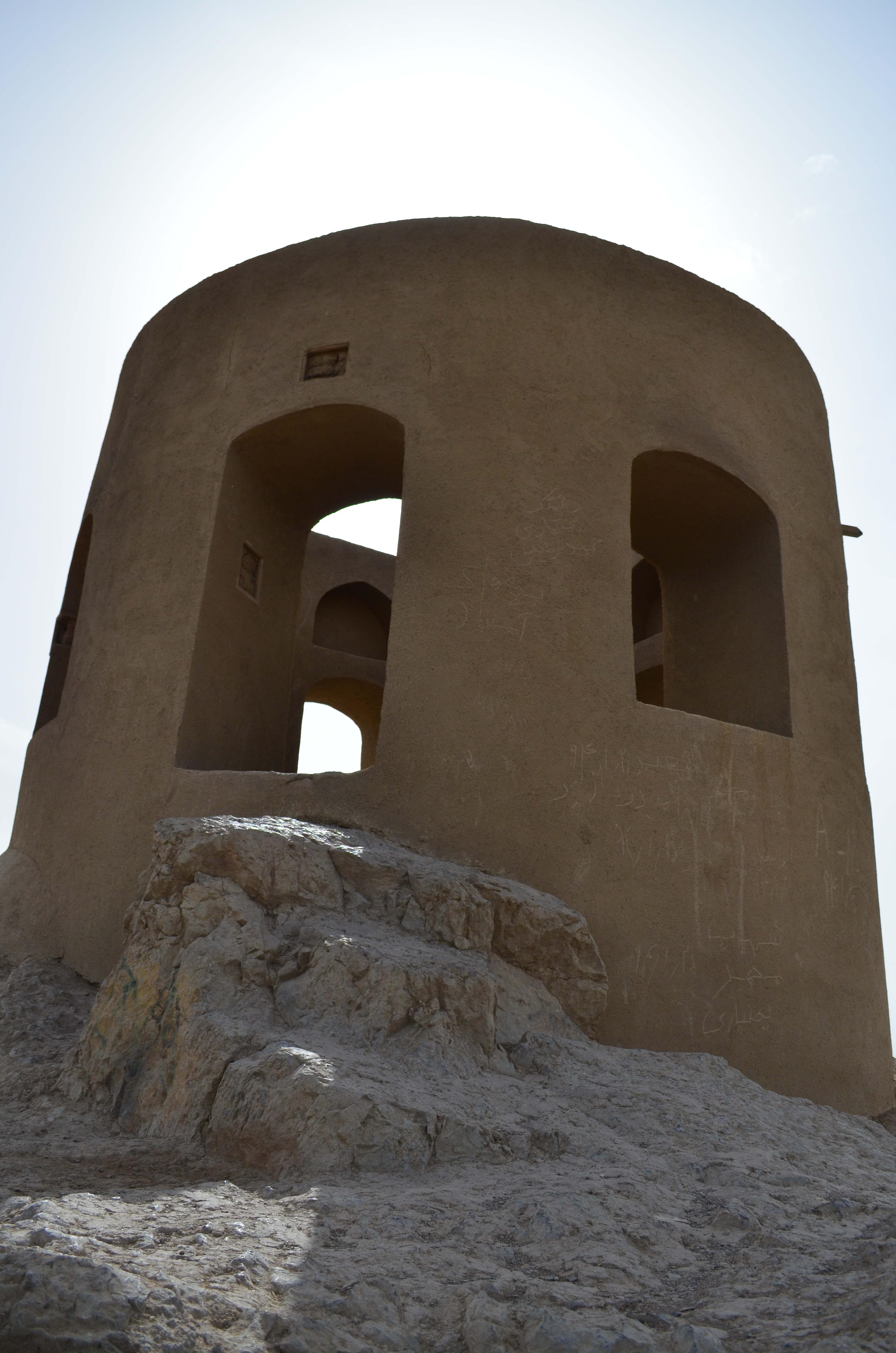
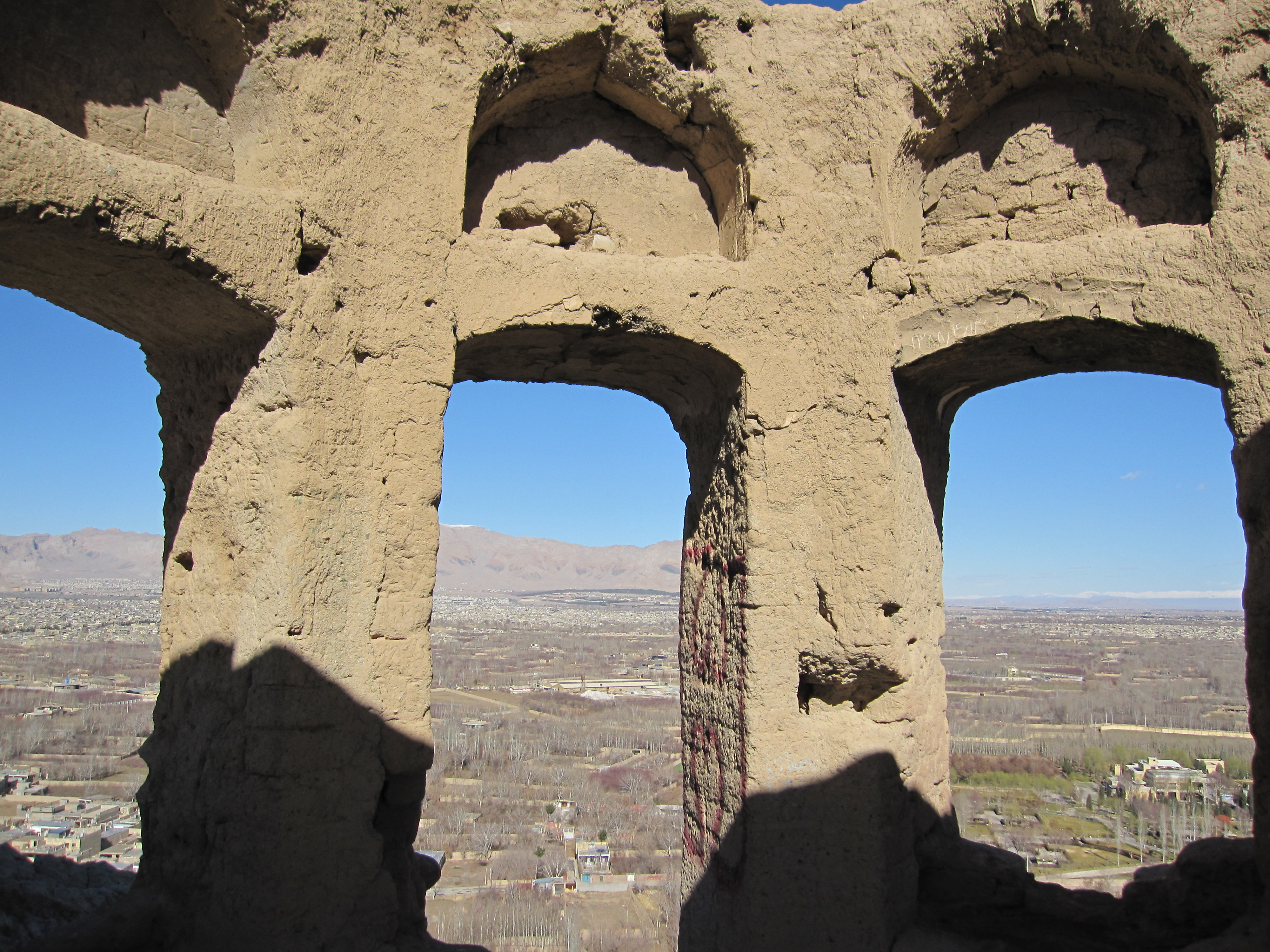
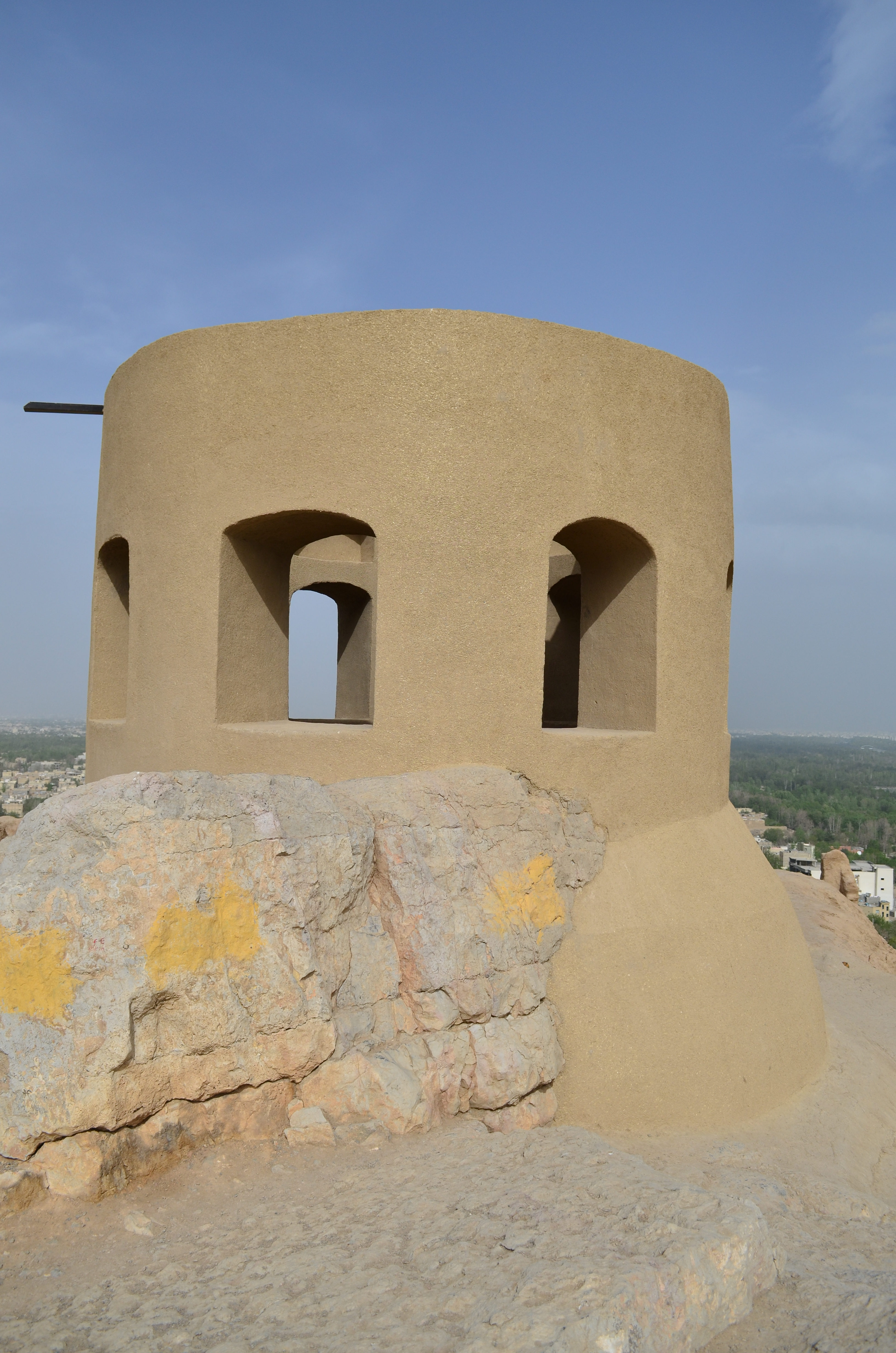
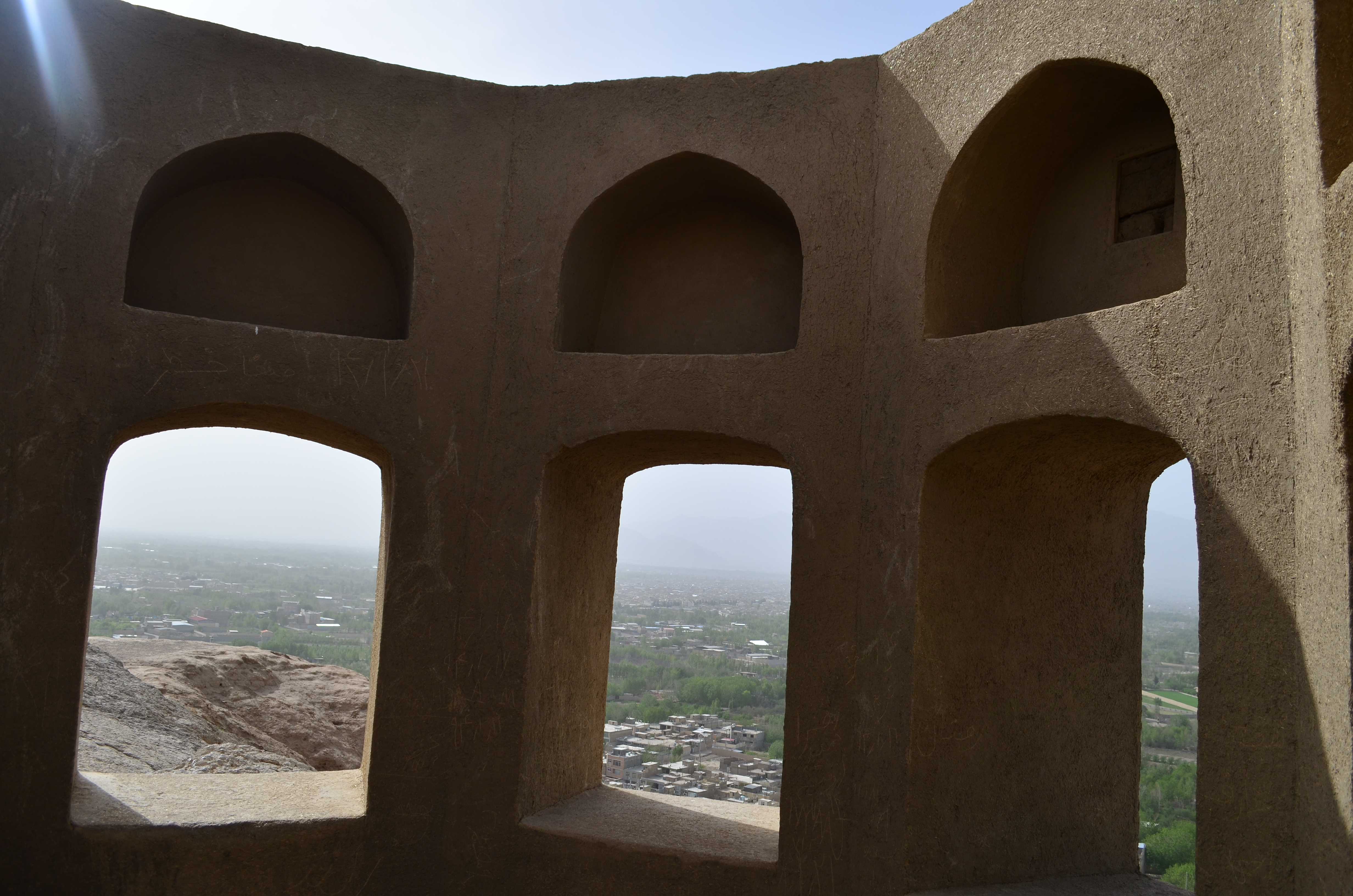